# Tamaricella astrachanica
Tamaricella astrachanica är en insektsart som först beskrevs av Aleksey A. Zachvatkin 1953.  Tamaricella astrachanica ingår i släktet Tamaricella och familjen dvärgstritar. Inga underarter finns listade i Catalogue of Life.